# معدل شغور الإيجار
معدل الشُّغُور الإيجاري هو مؤشر اقتصادي يقيس النسبة المئوية لعقود الاستغلال أو المساحات التجارية الشاغرة (الفارغة). يتتبع مكتب الإحصاء في الولايات المتحدة معدلات الشواغر. أما في كندا فتقيس مؤسسة الرهن العقاري والإسكان الكندية معدلات الشغور في 25 مدينة كبرى وللمناطق الحضرية الـ 75 الكبرى في جميع أنحاء البلاد وتنشر النتائج نصف سنويًا في يونيو/حزيران وديسمبر/كانون الأول. 